# Naruvôtu
Els naruvotu són un grup indígena que habita al Parc indígena del Xingu i a Terra Indígena Pequizal do Naruvôtu, a l'estat de Mato Grosso, al Brasil. Vivien originàriament entre els el rius Culuene i Sete de Setembro, però entre 1946 i 1954 foren assolats per una epidèmia i finalment es reassentaren entre els kalapalo i kuikuro, amb qui comparteixen la mateixa llengua. El 2014 eren uns 81 individus.